# Illatos szentperje
Az illatos szentperje (Hierochloe odorata) az egyszikűek (Liliopsida) osztályának perjevirágúak (Poales) rendjébe, ezen belül a perjefélék (Poaceae) családjába tartozó faj.
Újabban lengyel mintára (a szentperjével ízesített Żubrówka marketingjének hatására) „bölényfűként” is említik, ez azonban a magyarban nem a szentperje, hanem a beléndek régi neve.

## Előfordulása, élőhelye
A szentperje egy rizómás évelő növény, amely Észak-Amerika és Európa hűvösebb régióiban őshonos. Lápréteken, árnyékos patakpartokon és hűvös hegyi szurdokokban található (Dorn 1984).
Figyelmeztetés: A rizómák szaporodása miatt mérsékelten invazív lehet.
A természetes élőhelyén a szentperje elsősorban a vizes élőhelyeken és a vízpartokon nő. Az Egyesült Államokban a vizes élőhelyek elvesztése miatt a vadon termő növények betakarítása ritkán megfelelő. A vadon termő növények betakarítását megfelelő jóváhagyással vagy engedéllyel rendelkező mentési helyszínekre kell korlátozni. A selyemkóró populációja csökken a személyes és kereskedelmi célú betakarítás miatt. A faj túlzott gyűjtésnek van kitéve, és érzékeny a legeltetésre. Az indián öregek idézve mondják: „A mannaka ma már ritka és nehezen megtalálható” (Hart 1976).

## Megjelenése, jellemzői
Hosszú szár jellemzi, levelei hosszúak, 1 centiméter szélesek. Virágai összetett füzért alkotnak. Gyökere tarackos. Kumarin illatú.

## Gyógyhatásai
Légzőszervi megbetegedések ellen készülhet belőle tea. A levelekből készült tea láz, köhögés, torokfájás, kipállás és nemi betegségek kezelésére használatos. A hüvelyi vérzés megállítására és a méhlepény kiürítésére is használják. A szárakat vízben áztathatjuk, és szélszárazság, berepedezés kezelésére, valamint szemöblítésre használhatjuk. A növény belsőleg történő alkalmazásakor bizonyos óvatossággal kell eljárni,  a növény kumarint tartalmaz, ami belsőleg elfogyasztva nagy mennyiségben mérgező, és néha rákkeltőnek tartják.

## Egyéb felhasználása
Dohányillatosítóként  és likőrfűszerként (Żubrówka) hasznosítja az ipar. A szárított leveleket füstölőként használják, korábban szóró fűként is használták, és párnák és matracok kitöltésére is alkalmazták. A ruhásszekrényben is használják rovarriasztóként, ahol kellemes illatot kölcsönöznek a ruháknak. A leveleket illatos kosarak készítésére használják. A nedves leveleket össze lehet varrni, megszárítani, amíg össze nem szorulnak, majd a varrásokat gyantával bekenni, hogy vízhatlan tárolót kapjunk. A leveleket vízben áztathatjuk, hogy hajtisztító tonikot készítsünk. A levelekből lepárolt illóolajat a parfümgyártásban használják, ahol más aromák izgató és fixáló anyagaként működik. A növénynek nagyon agresszív gyökérrendszere van, és a part stabilizálására ültették.

## Gyűjtése
Leveleit gyűjtik.